# Hoàn Giả Đô
Hoàn Giả Đô hay Öljaitü ( Tiếng Mông Cổ :ᠦᠯᠵᠠᠢᠲᠦ
ᠬᠠᠭᠠᠨ, tiếng La Mã hóa :  Öljaitü Qaghan , tiếng Ba Tư : اولجایتو ), còn được gọi là Mohammad-e Khodabande ( tiếng Ba Tư : محمد خدابنده , khodābande từ tiếng Ba Tư có nghĩa là "nô lệ của Chúa" hoặc "tôi tớ của Chúa"), là người cai trị nhà Y Nhi hãn quốc thứ tám từ năm 1304 đến năm 1316. Tên của ông là "Ölziit", nghĩa là "phước hạnh" trong tiếng Mông Cổ.